# 杨志刚 (演员)
杨志刚（1977年11月14日—），河北承德人，中国大陆男演员，毕业于北京电影学院表演系99级本科。

## 家庭
妻子为配音演员张静，儿子杨子睿。哥哥为导演郭靖宇，嫂子岳丽娜，外甥郭信长、郭信如。

## 经历事件
- 1992年 河北省艺术学校舞蹈科
- 1998年 北京舞蹈学院芭蕾舞系
- 1999年 北京电影学院表演系99本科班
- 2001年 加入中国共产党
- 2008年 拍摄电视剧《秘密图纸》时因意外造成身体面积超过30%烧伤[2]，经过半年多时间恢复，后伴有一定程度的创伤后遗症。经过家人以及好友魏子的开导逐渐恢复。
- 2013年 在电视剧《打狗棍》中饰演马九斤，而人物原型为自己的爷爷。

## 影视作品

### 电视剧
| 年份   | 中文名           | 角色             | 备注                                                        |
|        | 圈套             | 孟子俊           |                                                             |
|        | 风雪黑龙镇       | 郭生子           |                                                             |
|        | 爱情与阴谋       | 明笛             |                                                             |
| 2001年 | 火凤凰           | 阴彪             |                                                             |
| 2001年 | 皇嫂田桂花2      | 小骆             |                                                             |
| 2003年 | 跟着阳光跳舞     | 姚大蒙           |                                                             |
| 2004年 | 江塘集中营       | 马金龙           | 该剧获得第26届中国电视剧“飞天奖”长篇电视剧三等奖            |
| 2005年 | 刀锋1937         | 区十四           | 郭靖宇作品                                                  |
| 2006年 | 光荣之陈小手     | 陈斌             |                                                             |
| 2006年 | 完美夏天         | 黄征             |                                                             |
| 2006年 | 龙虎人生         | 谢霖             | 郭靖宇作品                                                  |
| 2007年 | 追               | 卢杨             | 郭靖宇作品                                                  |
| 2007年 | 井冈山           | 陈开财           |                                                             |
| 2008年 | 美丽人生         | 范阳             | 郭靖宇作品 该剧获得第27届中国电视剧“飞天奖”长篇电视剧三等奖 |
| 2008年 | 秘密图纸         | 黑桃Q （肖流沙） | 郭靖宇、柏杉作品                                            |
| 2009年 | 雷哥老范         | 许大来           |                                                             |
| 2010年 | 铁梨花           | 张吉安           | 郭靖宇作品                                                  |
| 2010年 | 将军             | 虞小白           | 郭靖宇作品                                                  |
| 2010年 | 大秦帝国之縱橫   | 屈原             |                                                             |
| 2011年 | 红娘子           | 梅贤祖           | 郭靖宇、柏杉作品                                            |
| 2011年 | 火蓝刀锋         | 蒋小鱼           |                                                             |
| 2013年 | 打狗棍           | 马九斤           | 郭靖宇作品                                                  |
| 2014年 | 肖叮叮的剿匪记   | 肖万             | 又名:大话英雄                                               |
| 2014年 | 勇敢的心         | 霍啸林           | 郭靖宇、柏杉作品                                            |
| 2014年 | 英雄祭           | 客串             |                                                             |
| 2015年 | 灵魂摆渡第二季   | 周正             | 网络剧                                                      |
| 2015年 | 大秧歌           | 海龙（原名海猫） | 郭靖宇作品                                                  |
| 2017年 | 大秦帝国之崛起   | 羋原             | 2011年拍攝                                                  |
| 2020年 | 最美的乡村       | 唐天石           |                                                             |
| 2020年 | 大侠霍元甲       | 谭嗣同           |                                                             |
| 2020年 | 最美逆行者       | 岳魯冰           | 單元《别来无恙》                                            |
| 2021年 | 勇敢的心2        | 佟家儒           | 郭靖宇作品，2017年拍攝                                      |
| 2022年 | 唐朝诡事录       | 苏无名           | 网络剧                                                      |
| 2022年 | 大唐来的苏无名   | 苏无名           | 网络短剧                                                    |
| 2023年 | 无所畏惧         | 孫華鼎           | 客串                                                        |
| 2024年 | 唐朝诡事录之西行 | 苏无名           | 网络剧                                                      |
| 2025年 | 唐朝诡事录之长安 | 苏无名           | 网络剧                                                      |
| 待播   | 脊梁             |                  | 客串                                                        |
| 待播   | 唐诡奇谭         | 苏无名           | 网络微剧                                                    |

### 电影
| 上映年份 | 电影名                     | 角色   | 备注 |
| 2003年   | 诺玛的十七岁               | 阿明   | *本片曾获第七届釜山国际电影节展映影片 *入围第二十七届蒙特利尔电影节竞赛单元 *第五十三届柏林电影节展映影片 *获第十届大学生电影节评委会大奖 *获第二十三届中国电影金鸡奖故事片四项提名 *美国圣约瑟电影节全球视觉大奖 |
| 2008年   | 今生的诺言                 | 小志   | |
| 2010年   | 歌声的翅膀                 | 周阳   | |
| 2013年   | 特殊身份                   | 雷队长 | |
| 2020年   | 我来自北京之过年好         | 姜大为 | 網絡電影 |
| 2021年   | 我来自北京之按下葫芦起来梨 | 陈向东 | 網絡電影 |

### 话剧
| 上映年份 | 剧名       | 角色   | 备注 |
|          | 麦克白     | 麦克白 |      |
|          | 暗恋桃花源 | 老陶   |      |

### 综艺节目
- 1998年 春节联欢晚会 舞蹈《龙腾虎跃》伴舞，主跳：黄豆豆
- 非常静距离
- 最佳现场
- 2011年12月9日 笑傲江湖 评委：郭德纲、赵忠祥
- 2012年 舞林大会 获得亚军
- 2013年 舞出我人生 曾為亞軍廖智的助夢人

## 奖项
- 2011年 凭借《铁梨花》获得奇艺年度最具潜力演员奖
- 2014年 第十届 全国十佳电视制片 十佳电视剧演员
- 2024年 爱奇艺尖叫之夜年度角色人物